# Helen Jonas-Rosenzweig
Helen Jonas-Rosenzweig (* 25. April 1925 in Krakau als Helena Sternlicht; † 20. Dezember 2018 in Boca Raton, Florida, Vereinigte Staaten) war eine Holocaust-Überlebende, die während ihrer Internierung in KZ Płaszów gezwungen wurde, als Dienstmädchen des SS-Lagerkommandanten Amon Göth zu arbeiten. Zusammen mit 1200 Häftlingen überlebte sie den Holocaust in der Tschechoslowakei und im von Deutschen besetzten Polen durch die Hilfe des Unternehmers Oskar Schindler.

## Leben
Helena Sternlicht wurde in Krakau als Tochter von Szymon und Lola Sternlicht geboren. Nach dem deutschen Überfall auf Polen am 1. September 1939 wurde ihre komplette Familie in das Ghetto Krakau umgesiedelt.
Im Jahr 1942 wurde das Krakauer Ghetto aufgelöst und sie zusammen mit ihrer Mutter und zwei ihrer Schwestern in das Konzentrationslager Plaszow geschickt. Ihr Vater starb im Vernichtungslager Belzec.
Im Lager Plaszow wurde sie eines der beiden Hausmädchen von Göth.
Oskar Schindler war ein häufiger Gast im Hause von Göth. Da sich die Rote Armee Krakau Ende 1944 näherte, wurde das KZ Plaszow aufgelöst, und die dortigen Häftlinge sollten ins KZ Auschwitz deportiert werden. Schindler unterbreitete der Schutzstaffel (SS) Pläne für den Bau einer Munitionsfabrik in Brünnlitz im bereits seit 1938 besetzten Sudetenland, aus dem er stammte. Er erklärte, dafür die Juden aus dem früheren Arbeitslager Plaszow als Arbeitskräfte zu benötigen.

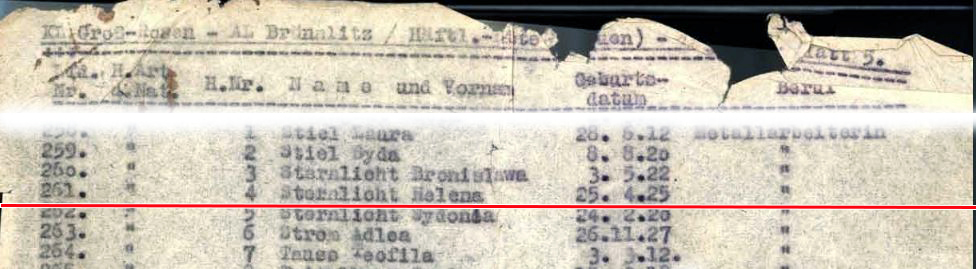
Auszug aus Schindlers Liste mit Helena Sternlicht

Zwei Tage nachdem sie aus dem Lager befreit worden war, traf sie ihren ersten Mann, Joseph Jonas (1923–1980). Sie wanderten in die USA aus und lebten in der Bronx. Gemeinsam hatten sie drei Kinder; einen Sohn und zwei Töchter. Im Jahr 1980 starb Joseph Jonas durch Suizid. Danach heiratete sie Henry Rosenzweig (1917–2007), mit dem sie im US-Bundesstaat New Jersey lebte. Nachdem sie ein zweites Mal verwitwet war, zog sie nach Boca Raton, Florida, wo sie am 20. Dezember 2018 im Alter von 93 Jahren starb. Ihre letzte Ruhestätte fand sie am South Florida Jewish Cemetery in Lake Worth, Florida.
2004 traf Jonas-Rosenzweig auf Initiative des Regisseurs James Moll, einem Partner von Steven Spielberg, mit Monika Hertwig, der Tochter Amon Göths, zusammen. Hintergrund war der Dokumentarfilm Der Mördervater (Inheritance) für den Public Broadcasting Service.

## Filmdokumentation
Kathrin Sänger, die Regisseurin des Dokumentarfilms Schindlers Liste – Eine wahre Geschichte, reiste in den 2010er Jahren für Spiegel TV nach Israel, um die letzten Überlebenden, die in Oskar Schindlers Fabrik gearbeitet hatten, zu interviewen.
Sie interviewte Ignaz und Rena Birnhack, Mietek Pemper (Filmrolle des Itzhak Stern, Stenograf von Göth, Autor eines zum Filmtitel gleichnamigen Buchs von 2005) und Helen Jonas-Rosenzweig (Rolle der Helene Hirsch; als 17-jährige Haushaltssklavin bei Göth, genannt Susanne), Bronisława Horowitz-Karakulska, Moshe Bejski.
Unter anderem wird von ihnen erzählt, wie es Schindler gelang, 300 bereits nach Auschwitz abtransportierte Frauen etwa 14 Tage später wieder zurückzuholen. Es sei der einzige derart große Häftlings-Transport aus Birkenau heraus gewesen. Als die Rote Armee 1945 auf Brünnlitz vorrückte, konnte er mit Hilfe „seiner“ Juden aus der Tschechoslowakei wenige Stunden vor deren Ankunft fliehen. Sie und er wussten: Falls die Russen ihn, den Nazi und Fabrikdirektor erwischen, würden sie ihn erhängen, noch bevor er etwas sagen könnte. Die bisherigen Zwangsarbeiter schützten ihn durch eine ihn bis nach Bayern begleitende Gruppe. Auch von seinen Besuchen in Israel wird berichtet: zweimal jährlich fuhr der verarmte Schindler aus Deutschland quasi zur Erholung für einige Wochen nach Israel auf die Einladung seiner „Kinder“ hin, wie er seine früheren „Angestellten“ nennt. Sein Umgang mit für ihn gesammeltem Geld wird thematisiert.